# Indianapolis 500 1937
Das 25. Indianapolis 500 (offiziell 25th 500 Mile International Sweepstakes Race) auf dem Indianapolis Motor Speedway fand am 31. Mai 1937 statt.

## Das Rennen
Das Rennen ging über eine Distanz von 200 Runden à 4,023 km, was einer Gesamtdistanz von 804,672 km entspricht. Aus der Pole-Position startete Bill Cummings mit einer Zehnrunden-Durchschnittszeit von 12:09.67 Min. oder 123,343 mph (198,501 km/h). Das Rennen war der erste Lauf zur AAA-Saison 1937.

## Ergebnisse

### Startaufstellung
| Reihe | Innen              | Mitte         | Außen           |
| ----- | ------------------ | ------------- | --------------- |
| 1     | Bill Cummings      | Wilbur Shaw   | Herb Ardinger   |
| 2     | Billy Winn         | Louis Meyer   | Ralph Hepburn   |
| 3     | Tony Gulotta       | Mauri Rose    | Chet Gardner    |
| 4     | Ronney Householder | Deacon Litz   | George Connor   |
| 5     | Chet Miller        | Billy Devore  | Frank Brisko    |
| 6     | Cliff Bergere      | Floyd Roberts | Louis Tomei     |
| 7     | Jimmy Snyder       | Kelly Petillo | Bob Swanson     |
| 8     | Harry McQuinn      | Rex Mays      | Floyd Davis     |
| 9     | Shorty Cantlon     | Al Miller     | Tony Willman    |
| 10    | George Bailey      | Ken Fowler    | Russ Snowberger |
| 11    | Babe Stapp         | Ted Horn      | Frank Wearne    |

### Schlussklassement
| Pos. | Nr. | Name                   | Chassis    | Motor        | Zeit/Rückstand             | Qualifikation ø 10 Rd. mph | Start |
| ---- | --- | ---------------------- | ---------- | ------------ | -------------------------- | -------------------------- | ----- |
| 1    | 6   | Wilbur Shaw            | Shaw       | Offenhauser  | 4:24:07.80 Std. 113,58 mph | 122,791                    | 2     |
| 2    | 8   | Ralph Hepburn          | Stevens    | Offenhauser  | 200                        | 118,809                    | 6     |
| 3    | 3   | Ted Horn               | Wetteroth  | Harry Miller | 200                        | 118,608                    | 32    |
| 4    | 2   | Louis Meyer (W)        | Miller     | Miller       | 200                        | 119,619                    | 5     |
| 5    | 45  | Cliff Bergere          | Stevens    | Offenhauser  | 200                        | 117,546                    | 16    |
| 6    | 16  | Bill Cummings (W)      | Miller     | Offenhauser  | 200                        | 123,343                    | 1     |
| 7    | 28  | Billy Devore (R)       | Stevens    | Miller       | 200                        | 120,192                    | 14    |
| 8    | 38  | Tony Gulotta           | Rigling    | Offenhauser  | 200                        | 118,788                    | 7     |
| 9    | 17  | George Connor          | Adams      | Miller       | 200                        | 120,240                    | 12    |
| 10   | 53  | Louis Tomei            | Rigling    | Studebaker   | 200                        | 116,437                    | 18    |
| 11   | 31  | Chet Gardner           | Duesenberg | Offenhauser  | 199                        | 117,342                    | 9     |
| 12   | 23  | Ronney Householder (R) | Viglioni   | Miller       | 194                        | 116,464                    | 10    |
| 13   | 62  | Floyd Roberts          | Miller     | Miller       | 194                        | 116,996                    | 17    |
| 14   | 35  | Deacon Litz            | Miller     | Miller       | 191 (Ölmangel)             | 116,372                    | 11    |
| 15   | 32  | Floyd Davis (R)        | Snowberger | Miller       | 190 (Unfall)               | 118,942                    | 24    |
| 16   | 34  | Shorty Cantlon         | Weil       | Miller       | 182                        | 118,555                    | 25    |
| 17   | 42  | Al Miller              | Snowberger | Miller       | 170 (Vergaser)             | 118,518                    | 26    |
| 18   | 1   | Mauri Rose             | Miller     | Offenhauser  | 127 (Ölleitung)            | 118,540                    | 8     |
| 19   | 41  | Ken Fowler (R)         | Wetteroth  | McDowell     | 116 (Unfall)               | 117,421                    | 29    |
| 20   | 25  | Kelly Petillo (W)      | Wetteroth  | Offenhauser  | 109 (Ölmangel)             | 124,129                    | 20    |
| 21   | 43  | George Bailey          | Stevens    | Miller       | 107 (Kupplung)             | 117,497                    | 28    |
| 22   | 54  | Herb Ardinger          | Welch      | Offenhauser  | 106 (Lenkung)              | 121,983                    | 3     |
| 23   | 24  | Frank Brisko           | Stevens    | Brisko       | 105 (Öldruck)              | 118,213                    | 15    |
| 24   | 44  | Frank Wearne (R)       | Stevens    | Miller       | 99 (Vergaser)              | 118,220                    | 33    |
| 25   | 26  | Tony Willman (R)       | Miller     | Miller       | 95 (Lenkung)               | 118,241                    | 27    |
| 26   | 10  | Billy Winn             | Miller     | Miller       | 85 (Ölleitung)             | 119,922                    | 4     |
| 27   | 12  | Russ Snowberger        | Snowberger | Packard      | 66 (Kupplung)              | 117,354                    | 30    |
| 28   | 33  | Bob Swanson (R)        | Adams      | Sparks       | 52 (Vergaser)              | 121,920                    | 21    |
| 29   | 47  | Harry McQuinn          | Stevens    | Miller       | 47 (Motor)                 | 121,822                    | 22    |
| 30   | 7   | Chet Miller            | Summers    | Miller       | 36 (Zündung)               | 119,213                    | 13    |
| 31   | 15  | Babe Stapp             | Maserati   | Maserati     | 36 (Kupplung)              | 117,226                    | 31    |
| 32   | 5   | Jimmy Snyder           | Adams      | Sparks       | 27 (Getriebe)              | 125,287                    | 19    |
| 33   | 14  | Rex Mays               | Alfa Romeo | Alfa Romeo   | 24 (Kühlung)               | 119,968                    | 23    |

(W)=früherer Gewinner / (R)=Rookie / alle Starter auf Firestone-Reifen

### Führungsrunden
| Fahrer        | Anzahl |
| ------------- | ------ |
| Wilbur Shaw   | 131    |
| Bob Swanson   | 34     |
| Jimmy Snyder  | 24     |
| Jimmy Snyder  | 24     |
| Ralph Hepburn | 9      |
| Herb Ardinger | 2      |